# Pelagia Majewska Gliding Medal
Die Pelagia-Majewska-Medaille ist eine Auszeichnung, die 1989 vom internationalen Luftsportverband FAI auf Anregung des polnischen Aero Clubs in Erinnerung an Frau Pelagia Majewska ins Leben gerufen wurde. Pelagia Majewska war eine bedeutende polnische Segelflugpilotin, die den Frauen-Segelflug wesentlich geprägt hat und 17 Weltrekorde im Segelflug aufstellen konnte. Sie kam 1988 bei einem Absturz ums Leben.
Die Medaille wird einmal jährlich an eine Segelflugpilotin vergeben, die sich durch eine bemerkenswerte Leistung im Segelflugsport des vergangenen Jahres oder über einen längeren Zeitraum ausgezeichnet hat.

## Bisherige Preisträger
- 2012 – Maria Bolla (Ungarn)
- 2011 – Gill Van Den Broeck (Belgien)
- 2010 – nicht verliehen
- 2009 – Beryl Hartley (Australien)
- 2008 – Doris Grove (USA)
- 2007 – Maksymiliana Czmiel-Paszyc (Polen)
- 2006 – Ghislaine Facon (Frankreich)
- 2005 bis 2002 – nicht verliehen
- 2001 – Carol Clifford (Südafrika)
- 2000 – Angelika Machinek (Deutschland)
- 1999 und 1998 – nicht verliehen
- 1997 – Hana Zejdova (Tschechische Republik)
- 1996 – Bertha Ryan (USA)
- 1995 – Adele Mazzucchelli Orsi (Italien)
- 1994 – Marie Kyzivatova (Tschechische Republik)
- 1993 – nicht verliehen
- 1992 – Georgette Litt-Gabriel (Belgien)
- 1991 – Gisela Weinreich (Deutschland)
- 1990 – nicht verliehen
- 1989 – Ann Welch (England)